# Porta San Tomaso
Porta San Tomaso è una porta urbica facente parte del sistema difensivo delle mura cinquecentesche di Treviso, ricostruita nel XVI secolo in una posizione nordorientale rispetto al centro cittadino. Una collocazione, dunque, piuttosto periferica, ma certamente strategica, per assecondare la sua funzione di difesa e gestione delle operazioni militari, da inserirsi all'interno di un grande progetto urbanistico del primo Cinquecento che ripensava Treviso come una moderna città-fortezza.

## Storia

### Contesto veneziano

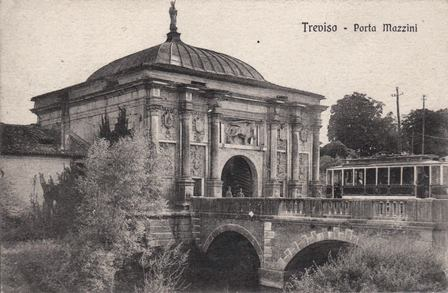
Cartolina di Porta San Tomaso nella prima metà del XX secolo

La storia della Porta San Tomaso si lega indissolubilmente con le vicende storiche che coinvolsero la città di Treviso, e non solo, agli inizi del XVI secolo. Si tratta difatti di un edificio ricostruito da una precedente struttura medievale in un periodo, il primo Cinquecento, particolarmente critico, poiché, a causa dell'esteso dominio raggiunto dalla Repubblica di Venezia (in cui era compreso anche il suolo trevigiano), venne creata da diverse potenze europee una coalizione anti-veneziana, conosciuta come Lega di Cambrai, per ridimensionarne l'egemonia. La guerra che la lega di Cambrai mosse nei confronti della Serenissima la costrinse, tra il 1509 e il 1518, a "mutar faccia", ossia a provvedere ad un piano di ricostruzione per consolidare le sue difese dello "Stato da Tera", soprattutto nella città di Padova e Treviso, sul confine dei possedimenti già diminuiti in estensione dall'avanzamento nemico. A Treviso, in cui il progetto di riorganizzazione degli apparati difensivi venne affidato all'esperto di fortificazioni militari fra' Giovanni Giocondo e al Comandante Generale Bartolomeo d'Alviano, si procedette alla demolizione di mura e borghi medioevali, per la realizzazione di un sistema bastionato più regolare del precedente, dal perimetro trapezoidale, circondato da un fossato e affacciato su una strategica spianata ottenuta mediante il "guasto".

### Costruzione
Una particolare attenzione venne destinata alla porte urbane, che si preferì ridurre di numero (dalle dodici delle mura primitive alle tre rinascimentali) per limitare il più possibile gli accessi alla città, edificando ex-novo le porte di Santi Quaranta e di San Tomaso (pur preservando il nome dei relativi borghi) e mantenendo nel suo assetto originale solo Porta Altinia. La collocazione delle porte lungo le mura perimetrali era pensata, oltre che per meglio definire gli assi urbani di riferimento nella gestione dei flussi logistici interni, per proteggere maggiormente la città nei punti più deboli, dai quali avrebbero potuto provenire le principali minacce, ossia rispettivamente l'entroterra padano (a ovest, verso Vicenza) e le Prealpi venete (a nord, verso Belluno). Queste ultime in particolare costituivano un potenziale pericolo poiché connesse, mediante la strada Alemanna che giungeva proprio a Porta San Tomaso, con il Sacro Romano Impero, schierato contro la Serenissima.

### Nomenclatura
La porta venne costruita nel 1518, in soli dieci mesi, a cura del podestà Paolo Nani, a cui si deve l'originale appellativo auto-encomiastico di porta Nana. Si decise di collocarla in una posizione più settentrionale rispetto a quella precedente (ma pur sempre lungo il perimetro murario), affacciandosi a nord verso l'omonima via Nana, comunemente chiamata viale Vittorio Veneto (che si incrocia perpendicolarmente, dinanzi alla porta, con la strada statale 13 Pontebbana). Assunse successivamente altre denominazioni, ad esempio divenne Porta Napoleona e, tra la seconda metà del XIX secolo e la prima metà del secolo successivo, Porta Mazzini. Il nome originale le venne riattribuito dal Senato Veneto per opera di Francesco Mocenigo, l'allora podestà e capitano di Treviso, per commemorare l'antica porta trecentesca che lì sorgeva a celebrazione dell'arcivescovo di Canterbury Thomas Becket.

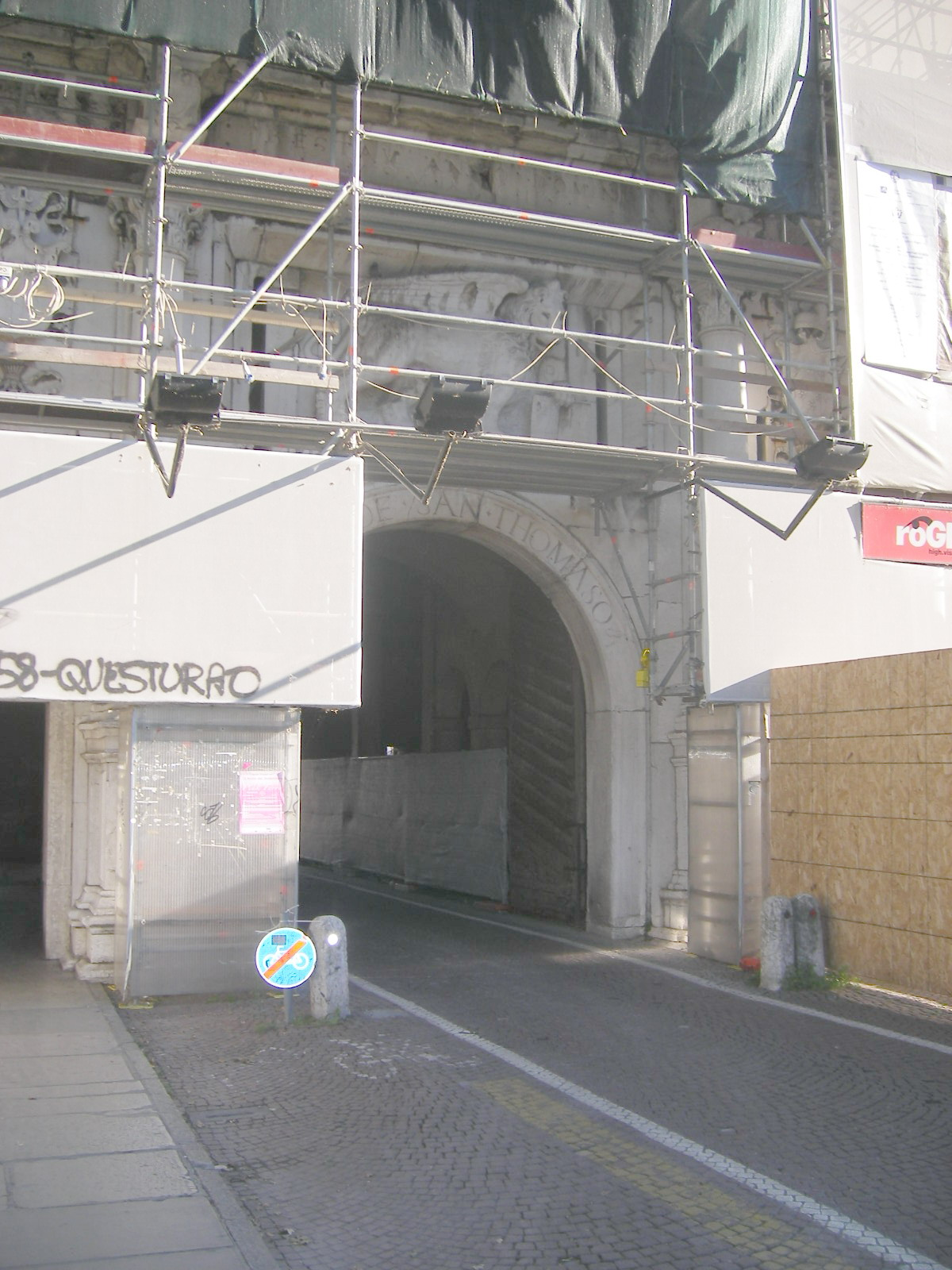
Restauro di Porta San Tomaso del 2007

### Restauri
In seguito alla costruzione della porta, in un clima più rilassato e propenso all'ornamento, sollevato dalle preoccupazioni della guerra, vi sono state svariate attività di manutenzione, promosse in primis dall'intransigente Repubblica di Venezia, piuttosto severa in merito al mantenimento dell'integrità delle strutture difensive, tanto che i vari podestà le inviavano annualmente una relazione sullo stato delle cose. Si ricorda ad esempio il restauro del 1703 dovuto ad un pericolo di crollo, testimoniato da un'iscrizione nel fregio dell'architrave della facciata esterna, in cui si legge distintamente RESTAU ANNO DOMINI MDCCIII. Un timore, questo, espresso anche dalle parole del podestà-capitano Federico Renier nella sua relazione del 1702 al doge. Un altro intervento principale riportato dall'Archivio comunale di Treviso è quello risalente al 1827, indetto dalla Depurazione all'Ornato pubblico e volto alla sistemazione della copertura, la cui struttura lignea a sostegno delle lastre di piombo venne poi rifatta all'inizio del XX secolo. Una forte criticità della porta era inoltre dovuta ad alcuni problemi strutturali causati dal fatto che le sue fondazioni fossero immerse nelle acque del fiume Botteniga, oltre alla sua esposizione al traffico automobilistico (e non solo: fra il 1910 e il 1938 la porta fu attraversata del binario della linea 1 della rete tranviaria di Treviso), che provocava dannose vibrazioni. A seguire la ripulitura degli intonaci del vano di passaggio e delle facciate del 1931 compiuta dal restauratore Mario Botter, grazie alla quale riemersero gli originali valori cromatici oscurati dai gas di scarico e rovinati da alghe e licheni. O ancora, gli ultimi restauri del 2007, a cura del comune di Treviso, e del 2012, finanziato da Vento Banca.

## Descrizione

### Esterno

#### Progetto
Per alcune affinità stilistiche e tecnologiche con Porta Portello a Padova, si attribuisce l'idea progettuale al suo stesso autore, ossia Guglielmo d'Alzano detto Bergamasco. Tuttavia non vi è alcuna certezza sull'identità del progettista, in quanto i documenti pervenutoci non svelano in modo chiaro il nome dell'autore. Porta San Tomaso presenta inoltre simili sistemi di fenditure con Porta Santa Croce, sempre in territorio padovano, oltre che richiamare nella copertura quella della Basilica di San Marco a Venezia. Non si esclude difatti l'intervento di marmorari provenienti proprio dal suolo veneziano, come ad esempio Pietro Lombardo.

#### Pianta e prospetti

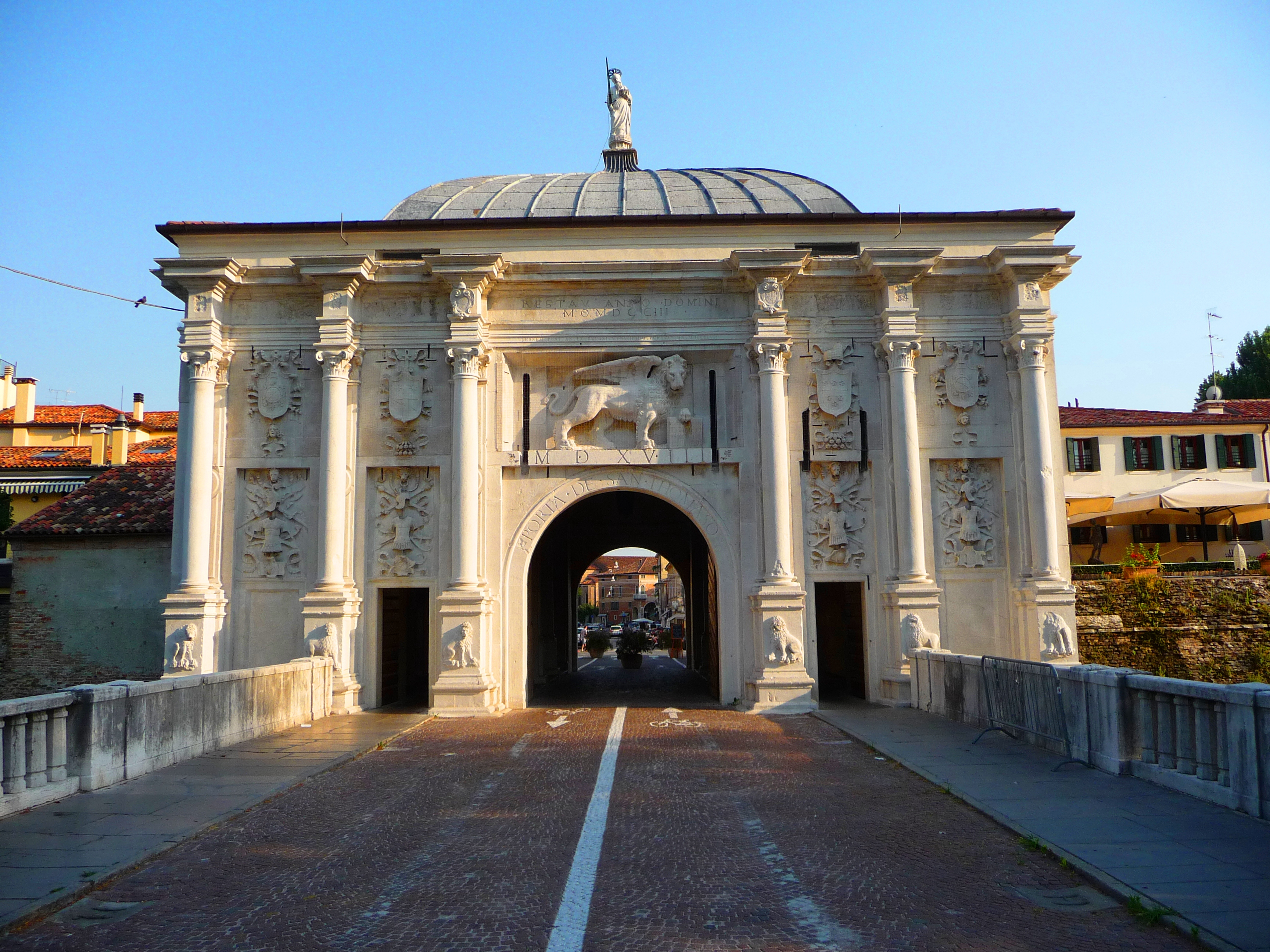
Facciata esterna rivolta verso nord

La porta, certamente la più ornata delle tre trevigiane, soddisfa il suo carattere rinascimentale richiamando lo schema degli archi trionfali romani. Essa, interamente rivestita da elementi decorativi in pietra d'Istria, presenta una pianta quadrata che origina un vano centrale a tre navate, con quattro pilastri principali ad alto basamento e due minori, che sostengono le volte a crociera. La facciata esterna rivolta verso nord è dunque scandita da queste sei colonne di ordine corinzio poggianti su una voluminosa base e terminanti con un'ampia trabeazione sopra cui uno sporgente cornicione presenta caratteri ornamentali. Al centro del corpo principale spicca il leone di san Marco, sotto al quale è riportato l'anno di realizzazione, il 1518, mediante la scritta latina MDXVIII. Tale simbolo della città di Venezia è stato aggiunto sulla facciata esterna della porta solo nel 1856, durante un suo restauro. Ai lati dell'ingresso principale si trovano due aperture per il passaggio dei pedoni, insieme ad un terzo portoncino situato nella facciata interna che permette l'accesso, attraverso una ripida scalinata in pietra, all'ampio sottotetto. A completamento dell'edificio vi è una copertura dalla complessa genesi strutturale, realizzata con grosse travature lignee a sostegno del rivestimento a quattro falde in lastre di piombo, disposte a schiena d'asino, sopra le quali è posta la grande statua in pietra d'Istria di San Paolo, celebrativa del committente.

#### Dettagli

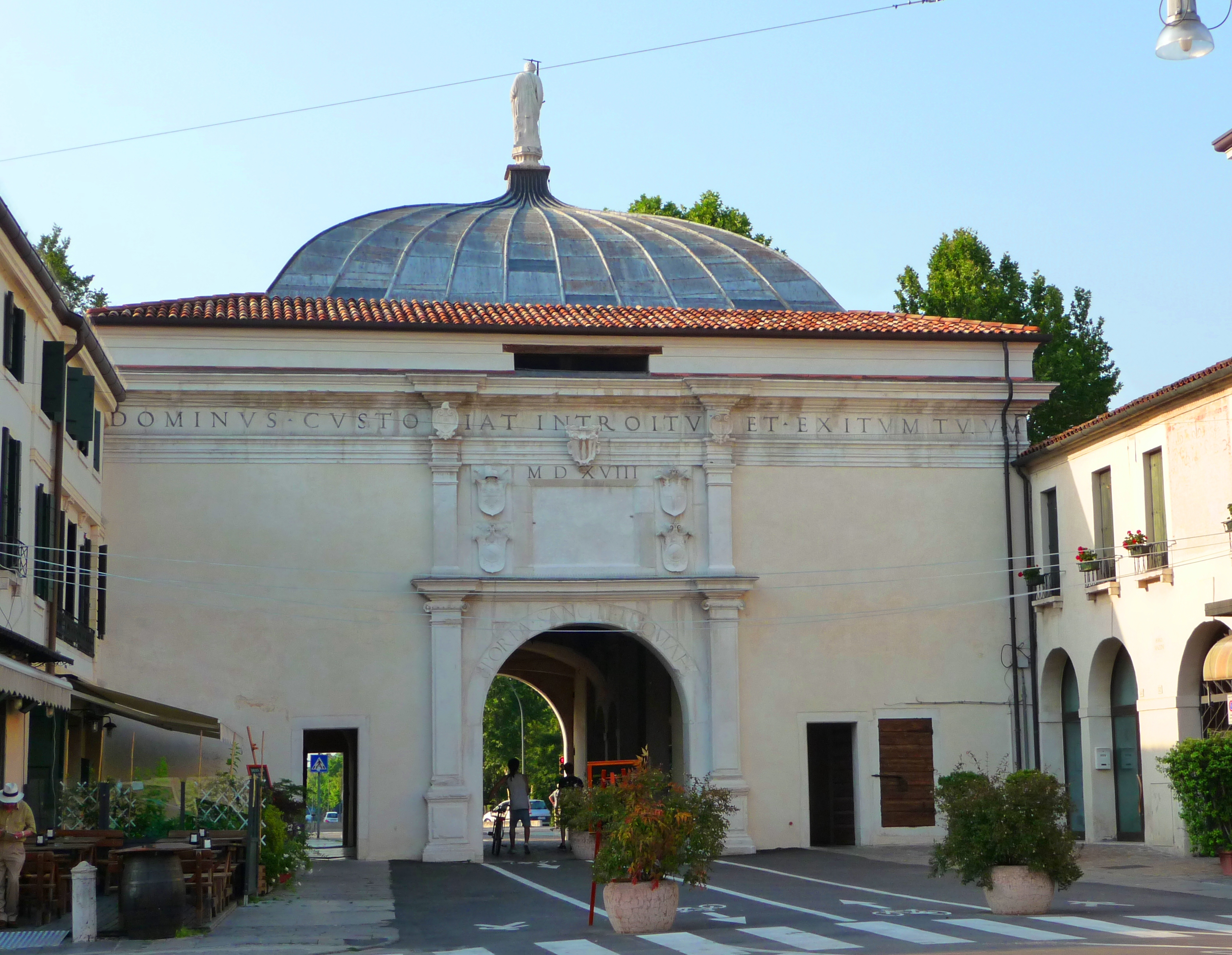
Facciata interna alla città

Numerose sono inoltre le iscrizioni, come ad esempio quelle nei due prospetti riportanti il nome della porta, da un lato (quello interno alla città) in latino, e dall'altro (quello affacciato sul lato esterno delle mura), come a "far notare il loro concetto di diversità culturale tra la gente fuori città, di campagna, e la gente di città". Infine, si possono notare in entrambe le facciate gli stemmi appartenenti alle entità più significative. Nella facciata settentrionali essi sono posti tra una colonna e l'altra per un totale di quattro, corrispondenti rispettivamente al podestà Paolo Nani, alla città di Treviso, al doge Leonardo Loredan e di nuovo a Nani, posizionati sopra quelli di dimensioni inferiori del doge Alvise II Mocenigo e del podestà Antonio Manin, nella fascia sottostante. Nell'altra facciata di nuovo compaiono gli stessi stemmi, ai quali si aggiunge al centro quello dedicato a Giovanni Grimani.

### Interno
Sulla parete occidentale del varco di ingresso è realizzato un altorilievo raffigurante la Vergine con il bambino in trono, affiancata da San Liberale, Santa Maria Maddalena e una bambina a destra dell'osservatore, e Beato Enrico, San Giorgio e "un vecchio gentiluomo inginocchiato" a sinistra, con l'intero gruppo poggiante su tre mensole. Vi sarebbe inoltre un'altra ipotesi circa il riconoscimento dei personaggi, che confermerebbe la committenza della porta da parte di Paolo Nani, riscontrata nella presenza nell'altorilievo della figura stessa del podestà e del figlio Agostino, in adorazione ai piedi della Vergine. A conferma di questa tesi si pone il disco con barra diagonale alla base della mensola centrale, simbolo del podestà più volte riportato in punti differenti della porta.

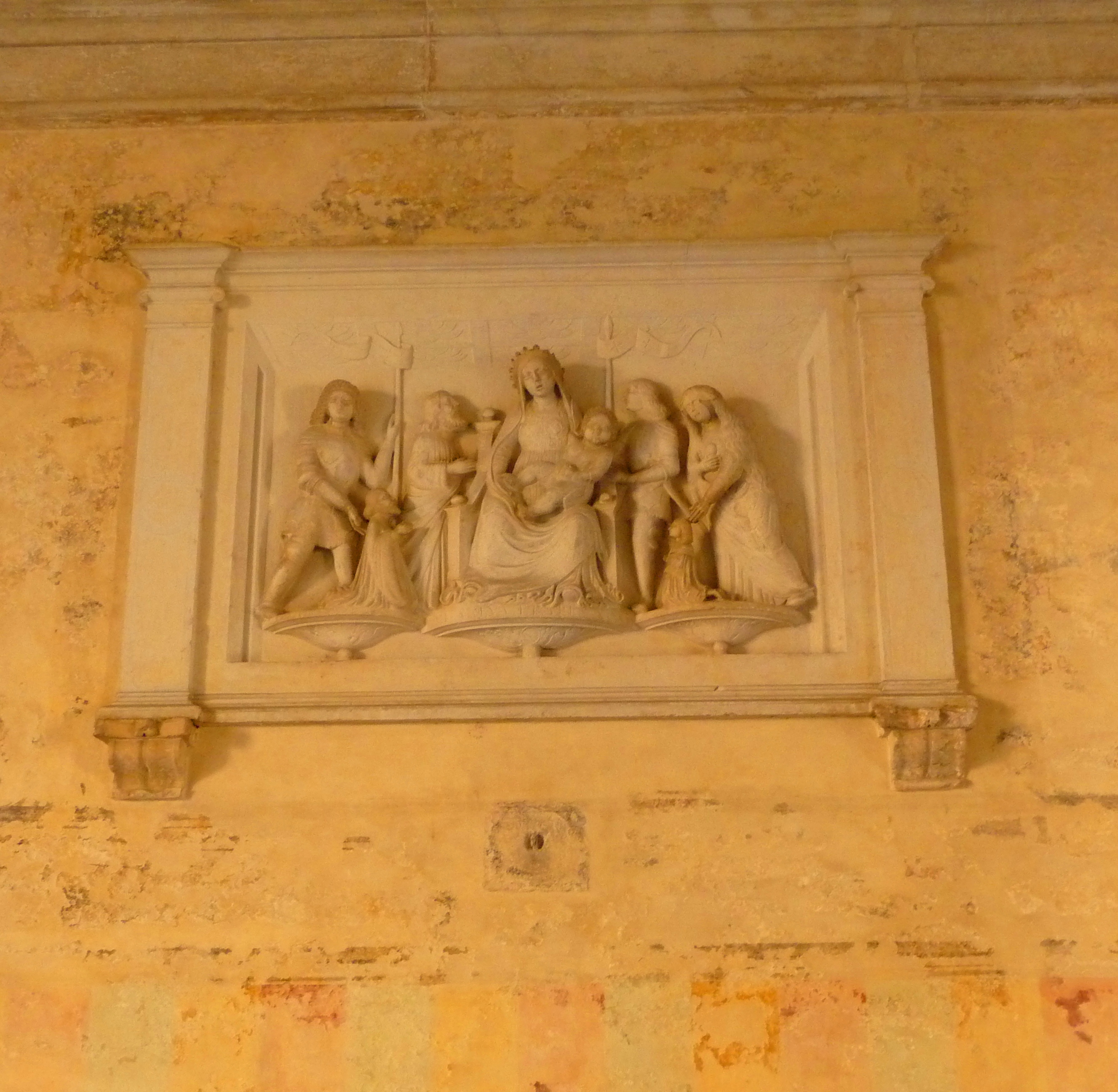
Altorilievo della Vergine con il bambino in trono
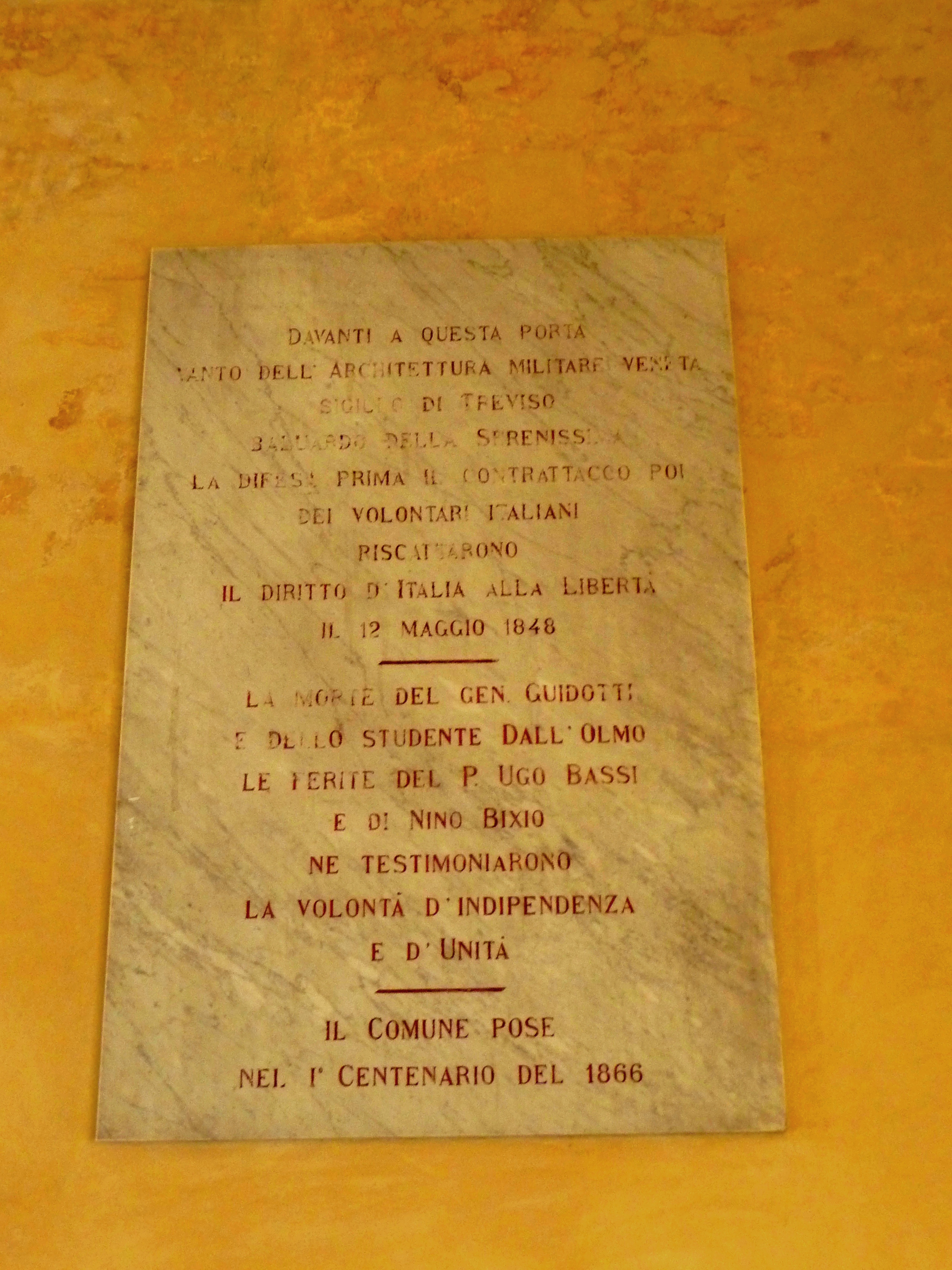
Iscrizione all'interno della porta